# Brattleboro
Brattleboro ist eine Town im Windham County des Bundesstaates Vermont in den Vereinigten Staaten mit 12.184 Einwohnern (laut Volkszählung von 2020). Brattleboro ist die größte Ortschaft in Windham County.

## Geografie

### Geografische Lage
Das Gebiet der Ortschaft liegt in den östlichen Ausläufern der Green Mountains am Westufer des Connecticut River, wenige Kilometer östlich des Dreiländerecks der US-Bundesstaaten Massachusetts, Vermont und New Hampshire. Der West River mündet direkt nördlich der Hauptsiedlung in den Connecticut River; größere Seen sind dagegen nicht zu finden. Das Gelände ist hügelig und stark bewaldet, weist aber keine nennenswerten Erhebungen auf. Die Hauptsiedlung Brattleboro liegt direkt am Connecticut River; etwas westlich in den Hügeln liegt die kleinere Siedlung West Brattleboro.

### Nachbargemeinden
Alle Entfernungen sind als Luftlinien zwischen den offiziellen Koordinaten der Orte aus der Volkszählung 2010 angegeben.
- Norden: Dummerston, 4,3 km
- Nordosten: Westmoreland, New Hampshire, 22,8 km
- Osten: Chesterfield, New Hampshire, 21,1 km
- Südosten: Vernon, 12,7 km
- Süden: Guilford, 3,3 km
- Südwesten: Halifax, 13,1 km
- Westen: Marlboro, 11,5 km

### Klima
Die mittlere Durchschnittstemperatur in Brattleboro liegt zwischen −7,2 °C (19 °F) im Januar und 20,6 °C (69 °F) im Juli. Damit ist der Ort gegenüber dem langjährigen Mittel Vermonts um etwa 1 Grad kühler. Die Schneefälle zwischen Oktober und Mai liegen mit deutlich mehr als zwei Metern, mit einem Spitzenwert im Januar von etwa 43 cm, etwa doppelt so hoch wie die mittlere Schneehöhe in den USA. Die tägliche Sonnenscheindauer liegt am unteren Rand des Wertespektrums der USA.

## Geschichte
Der Bereich des heutigen Brattleboro war, vor der Gründung der späteren Ortschaft, das erste von Europäern dauerhaft besiedelte Gebiet im heutigen Vermont. Um die Besiedlung des Westufers des Connecticut-Rivers abzusichern (das Ostufer war zu diesem Zeitpunkt bereits durch die britischen Siedlungen in New Hampshire kolonisiert), wurde 1724 in den Hügeln am Fluss ein mit Holzpalisaden umgebener Platz mit frei Holzhäusern, das 1740 um einen Turm und weitere Nebengebäude erweitert wurde, errichtet: Fort Dummer. Es diente in erster Linie zur Absicherung des Flusses als Transportweg; da die Gebiete des heutigen Vermonts von den einheimischen Abenaki nicht dauerhaft besiedelt wurden, sondern in erster Linie als sommerliche Jagdgründe und die Täler durch die Green Mountains nur als Durchgänge in das Tal des Connecticut River genutzt wurden, war eine kleine Besatzung des Forts ausreichend. Fort Dummer wird zuletzt am 10. April 1770 schriftlich erwähnt und wurde vermutlich 1771 abgerissen. 1908 wurden große Teile der Überreste des Forts durch den Bau eines Staudammes überflutet und sind nur noch bei Niedrigwasser zugänglich.
Die Town wurde am 26. Dezember 1753 (damals noch in der Schreibweise Brattleborough) durch den Gouverneur New Hampshires, Benning Wentworth, zur Besiedlung ausgerufen; das Gebiet umfasste ausdrücklich auch das damals noch bestehende Fort. Obwohl das Fort die älteste Niederlassung war, ist Brattleboro nicht die erste Landnahme des heutigen Vermonts gewesen; zuvor, ab 1749, waren mit der Town Bennington und angrenzenden Landstücken fruchtbare Bereiche in den Ebenen um den jenseits der Green Mountains liegenden Lake Champlain kolonisiert worden.
Die ersten Siedler stammten meist aus Massachusetts; allerdings sind auch drei in Fort Dummer Geborene (die Brüder John und Thomas Sargeant sowie ein John Alexander) als Siedler aufgeführt. Das Datum der konstituierenden Stadtversammlung ist nicht überliefert, wird aber um 1770 vermutet. Nach dem Ende der Überfälle durch Einheimische, die zum Teil auch durch britische Truppen geführt und unterstützt worden waren, und dem Ende des Unabhängigkeitskrieges stiegen die Bevölkerungszahlen stark an. Die erste Volkszählung von 1790 verzeichnet bereits 1589 Einwohner. Brattleboro war zu einem Zentrum der Besiedlung der südöstlichen Green Mountains geworden. Diverse wasserkraftberiebene Mühlen und Fabrikationen, insbesondere am West River, sowie die Lage am Verkehrsweg Connecticut River und die Nähe der bereits besiedelten Gebiete am Ostufer des Flusses beförderten die Entwicklung zu einem lokalen Produktions- und Handelszentrum.

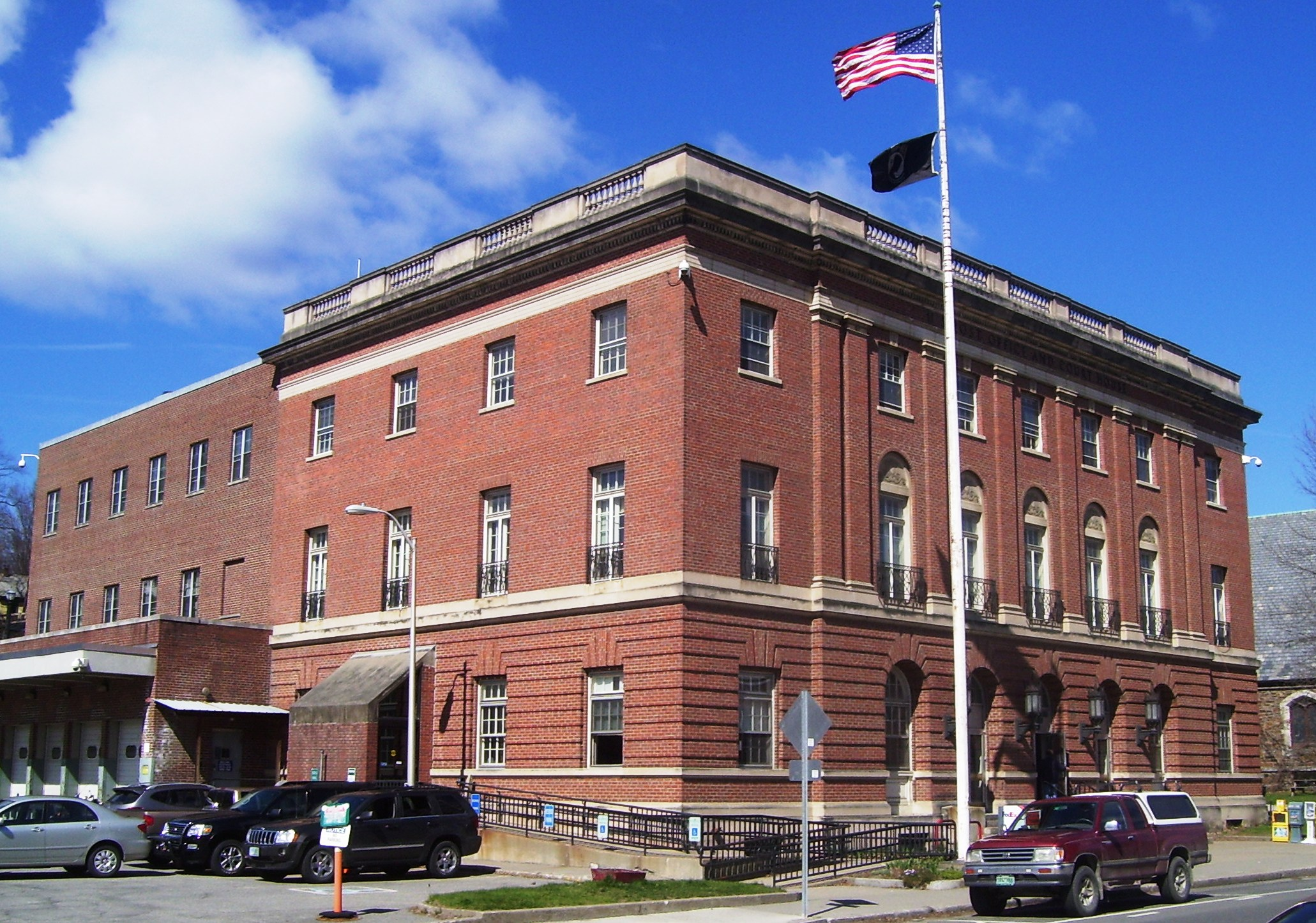
Post Office und Gerichtsgebäude

Am 1. Juli 1847 wurde in Brattleboro die erste Briefmarke der USA auf den Markt gebracht, die auf der Rückseite bereits mit Klebstoff versehen (gummiert) war. Sie ist bei Sammlern heute unter dem Namen 1847 Brattleboro Postmaster's Provisional stamp bekannt.
1849 wurde die Bahnstrecke New London–Brattleboro entlang des Flusstals des Connecticut River eröffnet und erschloss zusätzliche Märkte in den Metropolen der Ostküste, nach dem Ausbau der Strecke nach Norden auch in Kanada. Eine Schmalspurbahn, die von Brattleboro ausgehend durch das Tal des West River nach Westen führte, bestand zwischen 1870 und 1936 und wurde dann wegen Unwirtschaftlichkeit aufgegeben.
Im Bürgerkrieg war Vermont kein Schauplatz von Kämpfen, nur Soldaten wurden eingezogen. In Brattleboro wurde aber bereits 1861 zusätzlich ein Lazarett für Bürgerkriegs-Verwundete und -Erkrankte eingerichtet, einschließlich eines Pest-Hauses. Es lag etwa zwei Kilometer von der Hauptsiedlung entfernt. Der Platz war zum einen wegen seiner guten Anbindung an die Bahn und die Stadt, zum anderen wegen seiner Nähe zu versorgenden Farmen und Trinkwasserquellen gewählt worden.
Der Bruch des Centreville Dam im Jahr 1869 überflutete große Bereiche der Hauptsiedlung und der Umgebung und richtete große Sachschäden an, die aber dem Ort keinen dauerhaften wirtschaftlichen Schaden zufügten.
1895 wurde die elektrische Straßenbahn Brattleboro eröffnet, die 1923 wieder stillgelegt wurde.
In Brattleboro war es im Gegensatz zu vielen Gemeinden in den USA ausdrücklich erlaubt, sich öffentlich nackt zu zeigen. Es existierte Anfang der 1990er Jahre sogar ein Breast fest, bei dem Frauen oben ohne durch die Stadt liefen. Am 4. Dezember 2007 ist jedoch ein Verbot erlassen worden.
Am 4. März 2008 verabschiedete die Bürgerversammlung der Stadt eine Anweisung an die Polizei, den Präsidenten George W. Bush sowie dessen Vizepräsidenten Dick Cheney wegen Verfassungsbruch festzunehmen. Die Resolution war nicht bindend und eher wegen der Öffentlichkeitswirksamkeit erlassen worden.

### Religion
Die frühe Kirchengeschichte des Ortes ist nicht überliefert; es ist allerdings bekannt, dass bereits 1770 der erste Priester in Brattleboro ansässig war. Das erste Meeting House wurde um 1772 errichtet, ein weiteres 1815 gebaut und am 22. August 1816 geweiht.
Bis heute sind in Brattleboro eine Vielzahl religiöser Gemeinden entstanden, die in ihrer Vielfalt weit über das in Neuengland übliche Maß hinausreichen. So finden sich neben einer methodistischen, einer katholischen, drei baptistischen und zwei Gemeinden der United Church of Christ auch Gemeinschaften der Buddhisten, der Unitarier, der Siebenten-Tags-Adventisten, der Lutheraner sowie zwei Häuser der Christian Science. Außerdem findet sich noch eine jüdische Gemeinde, eine der Christian and Missonary Alliance, eine der Episkopalen und eine Gruppe Nondenomiationalisten.

### Einwohnerentwicklung
| Volkszählungsergebnisse – Town of Brattleboro, Vermont | Volkszählungsergebnisse – Town of Brattleboro, Vermont | Volkszählungsergebnisse – Town of Brattleboro, Vermont | Volkszählungsergebnisse – Town of Brattleboro, Vermont | Volkszählungsergebnisse – Town of Brattleboro, Vermont | Volkszählungsergebnisse – Town of Brattleboro, Vermont | Volkszählungsergebnisse – Town of Brattleboro, Vermont | Volkszählungsergebnisse – Town of Brattleboro, Vermont | Volkszählungsergebnisse – Town of Brattleboro, Vermont | Volkszählungsergebnisse – Town of Brattleboro, Vermont | Volkszählungsergebnisse – Town of Brattleboro, Vermont |
| Jahr                                                   | 1700                                                   | 1710                                                   | 1720                                                   | 1730                                                   | 1740                                                   | 1750                                                   | 1760                                                   | 1770                                                   | 1780                                                   | 1790                                                   |
| ------------------------------------------------------ | ------------------------------------------------------ | ------------------------------------------------------ | ------------------------------------------------------ | ------------------------------------------------------ | ------------------------------------------------------ | ------------------------------------------------------ | ------------------------------------------------------ | ------------------------------------------------------ | ------------------------------------------------------ | ------------------------------------------------------ |
| Einwohner                                              |                                                        |                                                        |                                                        |                                                        |                                                        |                                                        |                                                        |                                                        |                                                        | 1.589                                                  |
| Jahr                                                   | 1800                                                   | 1810                                                   | 1820                                                   | 1830                                                   | 1840                                                   | 1850                                                   | 1860                                                   | 1870                                                   | 1880                                                   | 1890                                                   |
| Einwohner                                              | 1.867                                                  | 1.891                                                  | 2.017                                                  | 2.141                                                  | 2.623                                                  | 3.816                                                  | 3.855                                                  | 4.933                                                  | 5.880                                                  | 6.862                                                  |
| Jahr                                                   | 1900                                                   | 1910                                                   | 1920                                                   | 1930                                                   | 1940                                                   | 1950                                                   | 1960                                                   | 1970                                                   | 1980                                                   | 1990                                                   |
| Einwohner                                              | 6.640                                                  | 7.541                                                  | 8.332                                                  | 9.816                                                  | 10.983                                                 | 11.522                                                 | 11.734                                                 | 12.239                                                 | 11.886                                                 | 12.241                                                 |
| Jahr                                                   | 2000                                                   | 2010                                                   | 2020                                                   | 2030                                                   | 2040                                                   | 2050                                                   | 2060                                                   | 2070                                                   | 2080                                                   | 2090                                                   |
| Einwohner                                              | 12.005                                                 | 12.046                                                 | 12.184                                                 |                                                        |                                                        |                                                        |                                                        |                                                        |                                                        |                                                        |

## Kultur und Sehenswürdigkeiten

### Theater
In Brattleboro findet sich einer der wenigen Theatersäle Vermonts, das 1938 erbaute Latchis Theater, dem auch ein Hotel angegliedert ist und das als lokales Veranstaltungszentrum fungiert. Im Saal finden auch Kinovorführungen und Konzerte statt; es ist keine feste Schauspieltruppe hier beheimatet.
Zudem besteht mit dem New England Youth Theatre der Versuch, Kinder durch die Mitwirkung auf der Bühne an das Theater und das Schauspiel heran zu führen.

### Museen

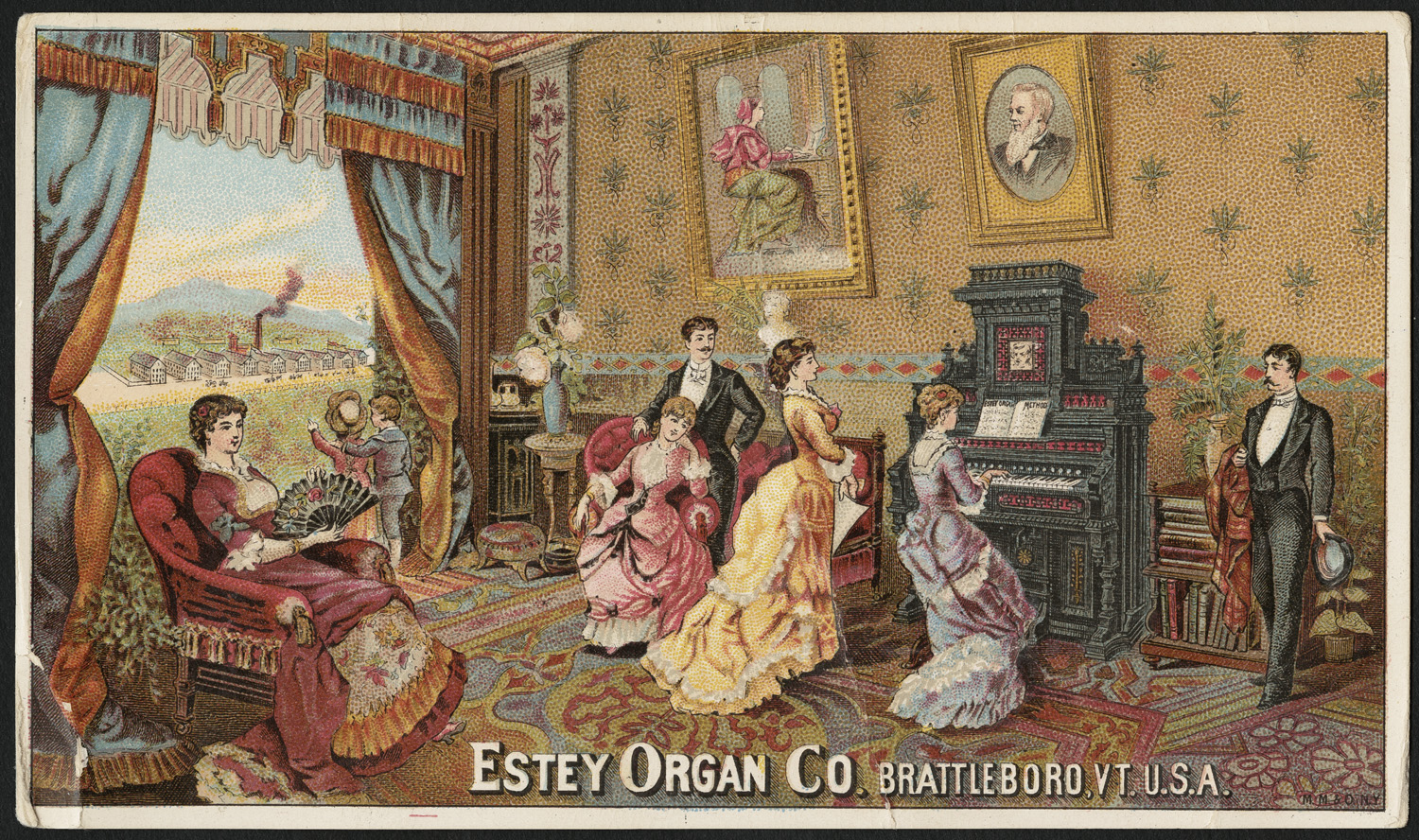
Werbeplakat der Estey Organ Company

Das Estey Organ Museum wurde 2002 gegründet. Es stellt die Firmengeschichte der Heimorgel-Firma Estey dar, die vom Ende des 19. Jahrhunderts bis zur Schließung 1955 in Brattleboro beheimatet war und mit über 500.000 gebauten Instrumenten einige Bekanntheit im Nordosten der USA erreicht hatte.

### Bauwerke
Mit der Creamery Covered Bridge, die seit 1917 den Whetstone Brook überspannt, findet sich auch in Brattleboro eine der gedeckten Brücken, die in Vermont noch immer verbreitet sind.

### Parks
Der Bereich, in dem die erste britische Siedlung auf dem Gebiet des heutigen Vermont, Fort Dummer, gegründet worden war, wird heute durch den Fort Dummer State Park als Naherholungsgebiet erschlossen. Der Park liegt nordwestlich der Hauptsiedlung Brattleboro über dem Connecticut River, umfasst ein Gebiet von knapp 0,9 km² und bietet unter anderem einen Campingplatz.

## Wirtschaft und Infrastruktur

### Verkehr
Brattleboro ist durch die in Nord-Süd-Richtung entlang des Westufers des Connecticut Rivers führende Interstate 91 an das amerikanische Schnellstraßensystem angeschlossen. Der U.S. Highway 5 führt weitgehend parallel. Einige wichtige Landstraßen beginnen im Hauptort Brattleboro: die Vermont State Route 9 führt westlich durch die Green Mountains nach Bennington, die Vermont State Route 30 nordwestlich in einige Skigebiete Vermonts und nach Manchester. Zusätzlich hält in der Bahnstation des Ortes ein tägliches Amtrak-Zugpaar, das eine Verbindung nach Montreal und die Monopolen der Ostküste.

### Medien
In Brattleboro sind zwei UKW-Radiostationen und eine Mittelwellen-Station eingerichtet; eine Fernsehstation ist dagegen nicht vorhanden. Die meisten Sender, die empfangen werden können, sind in Massachusetts und New Hampshire, besonders in Keene, beheimatet, weniger in den umliegenden Bevölkerungszentren Vermonts. Eine Tageszeitung, der Brattleboro Reformer, erscheint seit 1876.

### Öffentliche Einrichtungen
Neben den üblichen städtischen Behörden, den öffentlichen Schulen und der Bibliothek Brooks Memorial mit mehr als 70.000 Bänden steht das Brattleboro Memorial Hospital den Bewohnern Brattleboros und der umliegenden Towns zur Verfügung.

### Bildung
Das Bildungsangebot in Brattleboro ist bis zur Highschool ausgebaut. Vier öffentliche und vier private Grund- und Mittelschulen sowie drei öffentliche und zwei private Highschools (darunter auch eine Gehörlosenschule) bieten Ausbildung vom Kindergarten bis zur 12. Klasse. Das nächstgelegene College, das Keene State College, befindet sich jenseits des Connecticut River in Keene in New Hampshire, die nächstgelegene Universität, die Franklin Pierce University, ebenfalls in New Hampshire, nämlich in Rindge.

### Unternehmen
Im Ort befindet sich eine Papiermühle von FiberMark. Seit 2015 wird die Papiermühle von Neenah Paper betrieben.

## Persönlichkeiten

### Söhne und Töchter der Stadt
- Harvey Putnam (1793–1855), Vertreter des Bundesstaates New York im US-Repräsentantenhaus
- Ezra Clark (1813–1896), Politiker und Vertreter des Bundesstaates Connecticut im US-Repräsentantenhaus
- Abram A. Hammond (1814–1874), Politiker und Gouverneur von Indiana
- William Morris Hunt (1824–1879), Landschafts- und Porträtmaler
- Richard Morris Hunt (1827–1895), Architekt
- Edwin Brant Frost (1866–1935), Astronom
- Ernest Gibson junior (1901–1969), Politiker und Gouverneur Vermonts
- F. Elliott Barber (1912–1992), Jurist und Politiker; Vermont Attorney General
- John P. Connarn (1918–2002), Politiker, Richter und Vermont Attorney General
- Bing Russell (1926–2003), Schauspieler und Darsteller in vielen Western-TV-Serien
- Claude Williamson (1926–2016), Jazzpianist
- Stu Williamson (1933–1991), Jazz-Posaunist und -Trompeter
- Bob Gray (* 1939), Skilangläufer und Teilnehmer an den Olympischen Winterspielen 1968 und 1972
- Everett Dunklee (* 1946), Skilangläufer und Teilnehmer an den Olympischen Winterspielen 1972
- Jody Williams (* 1950), Menschenrechts-Aktivistin und Trägerin des Friedens-Nobelpreises 1979
- Tim Caldwell (* 1954), Skilangläufer und Teilnehmer an vier Olympischen Winterspielen
- Stan Dunklee (* 1954), Skilangläufer und Teilnehmer an den Olympischen Winterspielen 1976 und 1980
- Bill Koch (* 1955), Skilangläufer und Teilnehmer an den Olympischen Winterspielen 1976 und 1980
- Jim Galanes (* 1956), Skilangläufer und Teilnehmer an den Olympischen Winterspielen 1976 und 1980
- Peter Shumlin (* 1956), Gouverneur Vermonts
- Bill Carow (* 1958), Biathlet und Teilnehmer an den Olympischen Winterspielen 1984 und 1988
- Joe Galanes (* 1965), Skilangläufer
- Nicholas Alexander (* 1988), Skispringer
- JoJo (* 1990), Pop-Sängerin

### Persönlichkeiten, die vor Ort gewirkt haben
- James Elliot (1775–1839), Vertreter des Bundesstaates Vermont im US-Repräsentantenhaus. Betrieb in Brattleboro eine Anwaltskanzlei
- Robert Wesselhöft (1796–1852), Burschenschafter und Arzt. Betrieb in Brattleboro eine Heilanstalt
- Elisha Hunt Allen (1804–1883), Vertreter des Bundesstaates Maine im US-Repräsentantenhaus. Betrieb in Brattleboro eine Anwaltskanzlei
- Herbert G. Barber (1870–1947), Vermont Attorney General. Betrieb in Brattleboro eine Anwaltskanzlei
- Ernest Gibson senior (1871–1940), Mitglied des US-Kongresses. Rechtsanwalt und Chairman der Stadtverordnetenversammlung Brattleboros
- John S. Burgess (1920–2007), Vizegouverneur von Vermont. Rechtsanwalt und Friedensrichter etc. in Brattleboro
- James L. Oakes (1924–2007), Mitglied des Senats von Vermont, Richter am Second Circuit Court of Appeals. Betrieb in Brattleboro eine Anwaltskanzlei